# Wesełe (rejon aleksandryjski)
Wesełe (ukr. Веселе) – osiedle na Ukrainie, w obwodzie kirowohradzkim, w rejonie aleksandryjskim, w hromadzie Pryjutiwka. W 2001 liczyło 478 mieszkańców, spośród których 444 wskazało jako ojczysty język ukraiński, 31 rosyjski, 1 węgierski, 1 białoruski, a 1 polski.